# Montigny (Meurthe-et-Moselle)
Montigny település Franciaországban, Meurthe-et-Moselle megyében. Lakosainak száma 151 fő (2022. január 1.). Montigny Ancerviller, Merviller, Mignéville, Reherrey, Sainte-Pôle és Vacqueville községekkel határos.

## Népesség
A település népességének változása:
| Lakosok száma | 159  | 137  | 136  | 133  | 140  | 143  | 155  | 159  | 160  | 151  |
|               | 1968 | 1982 | 1990 | 2006 | 2013 | 2015 | 2017 | 2019 | 2020 | 2022 |